# Петро Мстиславець
Петро́ Тимофійович Мстисла́вець (пом. після 1577) — білоруський та східнослов'янський друкар, сподвижник Івана Федорова.

## Біографія
Правдоподібно, народився в місті Мстиславлі (нині Білорусь, тоді Велике Князівство Литовське) в родині Тимофія.
У джерелах відсутні достовірні відомості про його життя до 1564 року, коли він разом з Іваном Федоровим надрукував у Москві першу точно датовану російську друковану книгу — Апостол, а 1565 року — два видання «Часовника».
Після другого видання обом друкарям довелося покинути Москву. Вони заснували друкарню в Заблудові, в маєтку гетьмана литовського і ревнителя православ'я Григорія Ходкевича, де 1569 року випустили «Учительне Євангеліє».
Згодом Петро Мстиславець розійшовся з Іваном Федоровим. Він переїхав до Вільна, де за допомогою багатих городян Івана та Зиновія Зарецьких, а також православних купців Кузьми та Луки Мамоничів створив нову друкарню. Там він випустив три книги — «Євангеліє» (1575 рік), «Псалтир» (1576 рік) та «Часослов» (між 1574 і 1576 роками).
Суперечка з Мамоничами призвела до розриву й судового розгляду у Віленському міському суді, який у березні 1576 року постановив віддати нерозпродані примірники видань Мамоничам, а друкарське обладнання разом із шрифтом — Мстиславцю.
Про подальшу діяльність Петра Мстиславця відомостей не збереглося. 1594 року його віленським шрифтом в Острозі були надруковані «Книга про постництво» Василя Великого та 1602 року — «Часослов», а також 1598 року титульний аркуш «Абетки». Проте залишається невідомим: працював над цими книгами сам Мстиславець чи його учні.